# Taça CERS de 1980–81
A Taça CERS de 1980-81 foi a 1.ª edição desta competição, que era a 3.ª na hierarquia europeia do Hóquei em patins, após a Taça dos Campeões e a Taça das Taças. 
A Taça CERS poderá ser comparada com a Taça UEFA no futebol europeu.
O GD Sesimbra foi o primeiro vencedor da competição, derrotando os neerlandeses do RC Lichtstad na final.

## Equipas participantes
| Equipas      | Equipas     | Equipas          | Equipas       |
| ------------ | ----------- | ---------------- | ------------- |
| CP Vic       | CE Noia     | AD Valongo       | GD Sesimbra   |
| Amatori Lodi | Reggiana HC | RS Gujan-Mestras | RSC Darmstadt |
| RC Lichtstad | Vevey HC    |                  |               |

## Jogos

#### 1.ª Eliminatória
| Equipa 1    | Total | Equipa 2         | 1.ª Mão | 2.ª Mão |
| ----------- | ----- | ---------------- | ------- | ------- |
| GD Sesimbra | 22-6  | RS Gujan-Mestras | 8-4     | 14-2    |
| CP Vic      | 4-6   | CE Noia          | 2-2     | 2-4     |

### Fase final
|  | Quartos-de-final | Quartos-de-final | Quartos-de-final | Quartos-de-final |               |              | Meias-finais | Meias-finais | Meias-finais |  |             | Final | Final | Final |
|  |                  |                  |                  |                  |               |              |              |              |              |  |             |       |       |       |
|  | 1                | Amatori Lodi     | 6                | 5                |               |              |              |              |              |  |             |       |       |       |
|  | 8                | Vevey HC         | 3                | 3                |               |              |              |              |              |  |             |       |       |       |
|  | 8                | Vevey HC         | 3                | 3                |               | Amatori Lodi | 6            | 1            |              |  |             |       |       |       |
|  |                  |                  |                  |                  |               | Amatori Lodi | 6            | 1            |              |  |             |       |       |       |
|  |                  | GD Sesimbra      | 3                | 10               |               |              |              |              |              |  |             |       |       |       |
|  | 4                | GD Sesimbra      | 3                | 10               | CE Noia       | 6            | 1            |              |              |  |             |       |       |       |
|  | 4                |                  |                  |                  | CE Noia       | 6            | 1            |              |              |  |             |       |       |       |
|  | 5                | GD Sesimbra      | 3                | 6                |               |              |              |              |              |  |             |       |       |       |
|  | 5                | GD Sesimbra      | 3                | 6                |               |              |              |              |              |  | GD Sesimbra | 4     | 0     |       |
|  |                  |                  |                  |                  |               |              |              |              |              |  | GD Sesimbra | 4     | 0     |       |
|  |                  | RC Lichtstad     | 1                | 2                |               |              |              |              |              |  |             |       |       |       |
|  | 3                | RC Lichtstad     | 1                | 2                | AD Valongo    | 2            | 2            |              |              |  |             |       |       |       |
|  | 3                |                  |                  |                  | AD Valongo    | 2            | 2            |              |              |  |             |       |       |       |
|  | 6                | RC Lichtstad     | 3                | 2                |               |              |              |              |              |  |             |       |       |       |
|  | 6                | RC Lichtstad     | 3                | 2                |               | RC Lichtstad | 6            | 4            |              |  |             |       |       |       |
|  |                  |                  |                  |                  |               | RC Lichtstad | 6            | 4            |              |  |             |       |       |       |
|  |                  | Reggiana HC      | 1                | 4                |               |              |              |              |              |  |             |       |       |       |
|  | 2                | Reggiana HC      | 1                | 4                | RSC Darmstadt | 2            | 2            |              |              |  |             |       |       |       |
|  | 2                |                  |                  |                  | RSC Darmstadt | 2            | 2            |              |              |  |             |       |       |       |
|  | 7                | Reggiana HC      | 6                | 7                |               |              |              |              |              |  |             |       |       |       |
|  | 7                | Reggiana HC      | 6                | 7                |               |              |              |              |              |  |             |       |       |       |

#### Quartos-de-final
| Equipa 1      | Total | Equipa 2     | 1.ª Mão | 2.ª Mão |
| ------------- | ----- | ------------ | ------- | ------- |
| Amatori Lodi  | 11-6  | Vevey HC     | 6-3     | 5-3     |
| CE Noia       | 7-9   | GD Sesimbra  | 6-3     | 1-6     |
| AD Valongo    | 4-5   | RC Lichtstad | 2-3     | 2-2     |
| RSC Darmstadt | 4-13  | Reggiana HC  | 2-6     | 2-7     |

#### Meias-finais
| Equipa 1     | Total | Equipa 2    | 1.ª Mão | 2.ª Mão |
| ------------ | ----- | ----------- | ------- | ------- |
| Amatori Lodi | 7-13  | GD Sesimbra | 6-3     | 1-10    |
| RC Lichtstad | 10-5  | Reggiana HC | 6-1     | 4-4     |

#### Final
| Equipa 1    | Total | Equipa 2     | 1.ª Mão | 2.ª Mão |
| ----------- | ----- | ------------ | ------- | ------- |
| GD Sesimbra | 4-3   | RC Lichtstad | 4-1     | 0-2     |

| Vencedor da Taça CERS - 1980/81 |
| ------------------------------- |
|                                 |
| GD Sesimbra (1.º título)        |